# Alcanhões
Alcanhões es una freguesia portuguesa del concelho de Santarén, con 11,44 km² de superficie y 1.615 habitantes (2001). Su densidad de población es de 141,2 hab/km².